# 陶范
陶范又称印模，是一种用陶泥烧制成的模子，主要用于青铜器的铸造。因为陶范质地坚硬，制作简易，适于塑造，在中国历史的青铜器时期被广泛运用。现今考古学者在发掘青铜文化的考古遗址时都会找到陶范残片，以陶范残片被聚集发现的位置辨定古时青铜作坊的区域。它是一种一次性使用的模子。先用陶泥手工制作成型，中心虚空，一些大型的青铜器型需要由两块或多块陶范合制而成，这称作合范。将成型的陶泥高温烘烤，干硬后再从窑中取出。待陶范冷却后，从陶范顶部空口处向陶范内部灌注熔化的青铜液。冷却后，凿开陶范，洗净表面的陶泥，剩余的便是青铜器。